# MechaStudio
MechaStudio（旧ToyStudio Advance）は3DCGアニメーションソフトウェアの一つである。無料版のToyStudioも存在する。
一部の学校で利用されている（大阪デザイン&IT専門学校など）。

## 歴史
- 2006年12月 ToyStudio1.0
- 2009年10月 ToyStudio Advance発売

## 対応レンダラー
vidroによるレンダリングに対応している。

## 参考書籍
- 『はじめてのToyStudio』 中西康司 2014年6月 ISBN 978-4777518388